# Huttonia palpimanoides
Els huttònids (Huttoniidae) són una família d'aranyes araneomorfes, amb un sol gènere i una sola espècie: Huttonia palpimanoides. Produeixen seda no cribel·lada. Aquest gènere fou descrit per o. Pickard-Cambridge el 1880. La família fou descrita per primera vegada per Eugène Simon l'any 1892, i elevada a la categoria de família el 2004 per Forster i Platnick.

## Sistemàtica
La família va ser separada de la família dels zodàrids (Zodariidae) el 1984, per Forster & Platnick. Els fòssils d'aquest tipus s'han trobat en l'ambre del Cretaci (Campanià) d'Alberta i Manitoba, al Canadà), que allarga l'edat geològica coneguda dels huttònids en uns 80 milions d'anys, i que confirma la teoria de Huttonia palpimanoides és una espècie de relíquia exterior. Estan probablement estretament relacionades amb els espatiatòrids (Spatiatoridae), una família d'aranyes fòssils.
Huttonia palpimanoides és endèmica de Nova Zelanda. Encara que es descriu només aquesta espècie, hi ha sobre 20 espècies més no descrites, totes de Nova Zelanda (Forster & Forster, 1999).
Havien format part de la superfamília dels palpimanoïdeus (Palpimanoidea), juntament amb els estenoquílids i els palpimànids. Actualment, els llistats d'aranyes, com ara el World Spider Catalog, ja ignoren la classificació de superfamílies.